# Gayle (argot)
Le Gayle (ou Gail) est un argot parlé en Afrique du Sud par les homosexuels s’exprimant usuellement en anglais ou en afrikaans ; il co-existe partiellement avec l’isiNgqumo, basé sur les langues bantoues.

## Histoire
Le Gayle semble avoir émergé dans les années 1960 ou 1970 dans le District Six du Cap, se développant notamment dans les salons de coiffure où il est utilisé pour se raconter discrètement les ragots. Il remplit ensuite d’autres fonctions, en étant utilisé dans les bars ou boîtes de nuit par les hommes gays et les femmes pour signaler des situations de danger ; ou, selon Ken Cage, pour se dissimuler du reste de la population dans les années 1970, période d’oppression pour les communautés homosexuelles.
Les premières recherches publiées sur le sujet sont celles de Ken Cage, en 1999 puis 2003, cependant elles ne reflètent pas (d’après Tracey Lee McCormick) les variations et évolutions du langage, n’en présentant qu’une version figée et normative ; de plus, Cage décrit exclusivement un usage par la communauté gay masculine.

## Vocabulaire
Les termes de Gayle peuvent provenir de l’association de la sonorité du début d’un mot anglais à un prénom (souvent féminin) doté de la même sonorité initiale ; sur ce modèle sont construits par exemple les mots suivants : 
- Chlora : Coloured, personnes de couleur[2],
- Gayle : speak, parler[1] (qui donne son nom au langage),
- Gertie : girl, fille[1],
- Harriet : hair, les cheveux[1],
- Hazel : butt, les fesses[1],
- Iris : Indians, indiens[2],
- Lulu : laugh, rire[1],
- Nancy : no, non[1],
- Olga : old, vieux[1],
- Priscilla : policeman, policier[2],
- Wendy : Whites, blancs[2].

D’autres mots viennent de l’afrikaans, comme hoogmof, qui désigne un homme gay riche et/ou bien habillé ; sont empruntés au zoulou ou au polari.